# Museum of Broadcast Communications
Das Museum of Broadcast Communications (MBC) in Chicago ist ein Museum für Hörfunk- und Fernsehgeschichte. Bis Oktober 2017 beherbergte es die National Radio Hall of Fame der Vereinigten Staaten.
Das Museum eröffnete 1987 in Chicagos South Loop und befand sich von 1992 bis 2003 im Chicago Cultural Center. Nach der Neueröffnung in Chicago Loop, die ursprünglich für das Jahr 2005 vorgesehen war, steht dem MBC seit 2019 eine Fläche von etwa 1.200 m² zur Verfügung. 
Das MBC unterhält ein Archiv mit originalen Aufzeichnungen über historische Ereignisse aus Radio und Fernsehen, bedeutende politische Auseinandersetzungen und Boulevard-Themen. Es bietet außerdem einen weltweiten Überblick über die Geschichte der großen Rundfunksender.
Nach Angaben der Website war das MBC 2003 auf dem vierzehnten Platz der meistbesuchten kulturellen Einrichtungen in Chicago mit über 200.000 Besuchern.